# Isaby
Le ruisseau d'Isaby est un cours d'eau qui traverse le département des Hautes-Pyrénées et un affluent droit du gave de Pau dans le bassin versant de l'Adour.

## Géographie
D'une longueur de 11,7 kilomètres, il prend sa source sur le territoire de la commune de Beaucens (Hautes-Pyrénées), à l'altitude 1 550 mètres, au lac d'Isaby.
Il coule du sud-est vers le nord-ouest et se jette dans le gave de Pau à Villelongue (Hautes-Pyrénées), à l'altitude 465 mètres.

### Communes et département traversés
Dans le département des Hautes-Pyrénées, le ruisseau d'Isaby traverse deux communes et un canton, dans le sens amont vers aval : Beaucens (source) et Villelongue (confluence).
Soit en termes de cantons, le ruisseau d'Isaby prend source et conflue dans le canton d'Argelès-Gazost.

## Abbaye de Saint-Orens

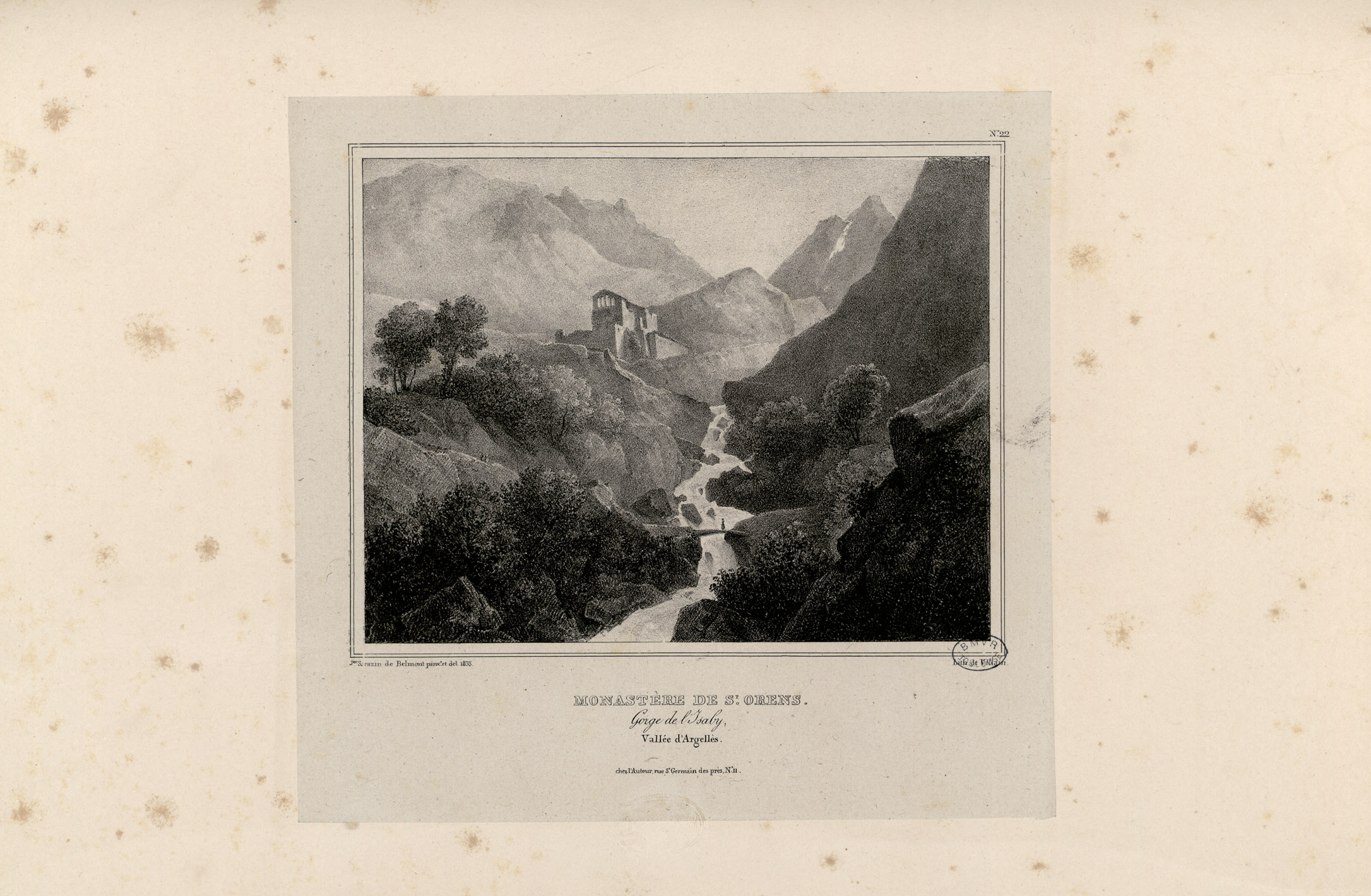
Illustration du monastère de Saint Orens vers 1832.

Au Ve siècle, Orens d'Auch, ermite dans une grotte près du ruisseau, construit un moulin. Il devient l'un des premiers évêques d'Auch et une abbaye s'y établira.

## Affluents
Le ruisseau d'Isaby a deux affluents référencés sur Villelongue:
- l'arriu Mau (rg), 2,2 km ;
- le ruisseau le Malin (rg), 6,9 km.

Géoportail mentionne un autre affluent :
- l'Eslit d'éra Mousquère (rg) qui conflue à 200 mètres en aval de l'arriu Mau.